# İsrafil Məmmədov
İsrafil Məhərrəm oğlu Məmmədov, Israfil Maharram oglu Mammadow (ros. Исрафил Магерам оглы Мамедов, ur. 16 marca 1919 we wsi Gapanły w rejonie szmachorskim w Azerbejdżanie, zm. 1 maja 1946) – radziecki wojskowy, porucznik, Bohater Związku Radzieckiego (1941).

## Życiorys
Urodzony w azerbejdżańskiej rodzinie chłopskiej. Ukończył technikum przemysłowe w Kirowabadzie, pracował w kombinacie tekstylnym, od 1939 służył w Armii Czerwonej, 1941 został członkiem WKP(b). Po ataku Niemiec na ZSRR został skierowany na front, 3 grudnia 1941 w rejonie Nowogrodu jako pomocnik dowódcy plutonu 42 pułku piechoty 180 Dywizji Piechoty w stopniu starszego sierżanta na czele grupy 20 żołnierzy przez 10 godzin odpierał ataki całego niemieckiego batalionu; podczas tego starcia zginęło ok. 300 Niemców, w tym 70 (w tym trzech oficerów) zabitych osobiście przez Məmmədova. Uchwałą Prezydium Rady Najwyższej ZSRR z 11 grudnia 1941 jako pierwszy Azer otrzymał tytuł Bohatera Związku Radzieckiego ze Złotą Gwiazdą i Orderem Lenina. W 1943 został przeniesiony do rezerwy z powodu choroby. Mieszkał w Kirowabadzie (Gandży), pracował w KC Komsomołu Azerbejdżanu. W Gandży odsłonięto jego pomnik i otwarto dom-muzeum, a na domu, w którym mieszkał, odsłonięto tablicę pamiątkową. Jego imieniem nazwano ulicę i szkołę w Gandży.